# Елкінс (Арканзас)
Елкінс (англ. Elkins) — місто (англ. city) в США, в окрузі Вашингтон штату Арканзас. Населення — 3602 особи (2020).

## Географія
Елкінс розташований на висоті 371 метр над рівнем моря за координатами 36°0′57″ пн. ш. 94°1′10″ зх. д. / 36.01583° пн. ш. 94.01944° зх. д. (36.015749, -94.019386). За даними Бюро перепису населення США в 2010 році місто мало площу 10,30 км², з яких 10,20 км² — суходіл та 0,10 км² — водойми.

## Демографія
Згідно з переписом 2010 року, у місті мешкало 2648 осіб у 983 домогосподарствах у складі 712 родин. Густота населення становила 257 осіб/км². Було 1073 помешкання (104/км²).
Расовий склад населення:
| - 89,8 % — білих - 1,2 % — корінних американців - 0,9 % — чорних або афроамериканців - 0,5 % — азіатів - 0,1 % — вихідців з тихоокеанських островів - 4,1 % — осіб інших рас |

До двох чи більше рас належало 3,3 %. Іспаномовні складали 8,0 % від усіх жителів.
За віковим діапазоном населення розподілялося таким чином: 29,6 % — особи молодші 18 років, 60,5 % — особи у віці 18—64 років, 9,9 % — особи у віці 65 років та старші. Медіана віку мешканця становила 30,5 року. На 100 осіб жіночої статі у місті припадало 92,2 чоловіків; на 100 жінок у віці від 18 років та старших — 88,0 чоловіків також старших 18 років.
Середній дохід на одне домашнє господарство становив 55 028 доларів США (медіана — 48 125), а середній дохід на одну сім'ю — 57 803 долари (медіана — 49 000). Медіана доходів становила 38 529 доларів для чоловіків та 29 206 доларів для жінок. За межею бідності перебувало 13,8 % осіб, у тому числі 17,1 % дітей у віці до 18 років та 13,1 % осіб у віці 65 років та старших.
Цивільне працевлаштоване населення становило 1297 осіб. Основні галузі зайнятості: освіта, охорона здоров'я та соціальна допомога — 25,8 %, роздрібна торгівля — 13,1 %, виробництво — 12,2 %, науковці, спеціалісти, менеджери — 11,4 %.
За даними перепису населення 2000 року в Елкінсі проживало 1251 осіб, 370 сімей, налічувалося 485 домашніх господарств і 518 житлових будинків. Середня густота населення становила близько 184 осіб на один квадратний кілометр. Расовий склад Елкінса за даними перепису розподілився таким чином: 96,56 % білих, 0,16 % — чорних або афроамериканців, 1,76 % — корінних американців, 0,24 % — азіатів, 0,08 % — вихідців з тихоокеанських островів, 1,04 % — представників змішаних рас, 0,16 % — інших народів. Іспаномовні склали 1,2 % від усіх жителів міста.
З 485 домашніх господарств в 37,7 % — виховували дітей віком до 18 років, 65,4 % представляли собою подружні пари, які спільно проживали, в 9,3 % сімей жінки проживали без чоловіків, 23,7 % не мали сімей. 21 % від загального числа сімей на момент перепису жили самостійно, при цьому 10,7 % склали самотні літні люди у віці 65 років та старше. Середній розмір домашнього господарства склав 2,58 особи, а середній розмір родини — 2,98 особи.
Населення міста за віковою діапазону по даними переписом 2000 року розподілилося таким чином: 26,5 % — жителі молодше 18 років, 8,2 % — між 18 і 24 роками, 32,7 % — від 25 до 44 років, 20,4 % — від 45 до 64 років і 12,2 % — у віці 65 років та старше. Середній вік мешканця склав 34 роки. На кожні 100 жінок в Елкінсі припадало 98,6 чоловіків, у віці від 18 років та старше — 93,1 чоловіків також старше 18 років.
Середній дохід на одне домашнє господарство в місті склав 39 318 доларів США, а середній дохід на одну сім'ю — 45 750 доларів. При цьому чоловіки мали середній дохід в 31 742 долара США на рік проти 22 008 доларів середньорічного доходу у жінок. Дохід на душу населення в місті склав 17 161 долар на рік. 5,9 % від усього числа сімей в місті і 6,5 % від усієї чисельності населення перебувало на момент перепису населення за межею бідності, при цьому 3,9 % з них були молодші 18 років і 19,1 % — у віці 65 років та старше.